# Донкер, Гонне
Хиллегонда Эвердина Гонне Донкер (нидерл. Hillegonda Everdina Gonne Donker;  род. 2 марта 1918 года в Ватерланде; ум.5 февраля 2005 года в Гранд-Рапидс, США) — нидерландская конькобежка; Первая голландская конькобежка, принявшая участие в чемпионате мира по конькобежному спорту в многоборье, лучшая конькобежка 30-х годов в Нидерландах, 11-кратная рекордсменка Нидерландов.

## Биография
Гонне Донкер родилась в деревне Ильпендам пятой дочкой в семье семейного врача Якобуса Яна Корнелиса Донкера и Ниске Роземы. В 1924 году у них родился шестой ребёнок-мальчик. У Гонне было четверо братьев и одна сестра, и в детстве она наслаждалась обществом своих родных. Её отец обеспечивал семью, работая врачом, а мать помогала семье, управляя аптекой в их маленькой деревне. В юном возрасте она заинтересовалась спортом. В школе занималась лёгкой атлетикой, автогонками, плаванием, велоспортом и другими видами спорта. Помимо атлетических способностей, Гонне была очень способной ученицей. В старшей школе она была первой девочкой, которая все четыре года получала пятёрки по математике. 
В начале 30-х Федерация конькобежного спорта едва ли интересовалась идеей проведения серьёзных соревнований среди женщин, но Донкер была лучшей конькобежкой в стране. Впервые она приняла участие в соревнованиях в январе 1933 года, когда ей было всего 14 лет, и одержала лёгкую победу. В конце 1934 года она начала тренироваться на катке на Линнеусстраат в Амстердаме. В 1937 году Донкер приняла участие в своём первом чемпионате мира в Давосе и заняла 5-е место в общем зачёте. Через год на чемпионате мира в Осло выиграла малую бронзовую медаль в забеге на 500 метров, но в многоборье заняла 6-е место из 10 участниц. 
В 1939 году Гонне участвовала в своём третьем чемпионате мира в Тампере и показала лучший результат на дистанции 500 метров. Следом стала второй в забеге на 3000, третьей на 1000 метров и шла на 2-е место в абсолютном зачёте, но после падения на дистанции 5000 метров она продолжила гонку не на той дорожке и была дисквалифицирована. Следующим шансом для неё блеснуть талантом должны были стать зимние Олимпийские игры 1940 года, но они были отменены из-за Второй мировой войны. В 1940 году Донкер продолжала участвовать в соревнованиях в Нидерландах, но у неё не было серьёзных соперниц и она занимала первые места. Через год вышла замуж и завершила карьеру спортсменки.

## Личная жизнь и семья
29 мая 1941 года в Ильпендаме она вышла замуж за юриста Хендрика Сэмюэля Цваренстейна. В годы войны Донкер и её семья активно участвовали в Сопротивлении. Через несколько лет после войны Гонне и Хендрик вместе посетили Соединённые Штаты. Вернувшись в Нидерланды, они решили, что в Америке жизнь будет лучше, и начали планировать эмиграцию. В 1950 году они вернулись в США со своими детьми, и в 1952 году их мечта сбылась. Они развелась с Хендриком после 16 лет брака. У пары было четверо детей: Джон, Лодевик, Джеймс и Ниске и пятеро внуков. Гонне работала продавщицей в универмаге «Вюрцбург», расположенном в центре Гранд-Рапидса. Она проработала там много лет, но когда магазин закрылся, она ушла на пенсию. Получив больше свободного времени, она посвятила себя многочисленным хобби, среди которых были садоводство, вязание, рыбалка, занятия всеми видами спорта и уход за газонокосилкой, которая прослужила ей тридцать с лишним лет. Она была переводчиком, водителем-волонтёром в Красном Кресте и постоянным членом жюри в судах Гранд-Рапидса. Ей также нравилось изучать альтернативные взгляды на историю. Донкер оставалась в Соединённых Штатах до своей смерти 5 февраля 2005 года в Гранд-Рапидс штат Мичиган. В мае 2024 года в её родной деревне Ильпендам назвали в честь неё центральную площадь.